# Boletus aurantiosplendens
Boletus aurantiosplendens é uma especie de fungos nativa ao este da América do Norte. Timothy J Baroni descreveu esta especie em 1998, a partir de material recolhido em Franklin no Condado de Macon na Carolina do Norte.